# Horváth Mónika
Horváth Mónika (Mosonmagyaróvár, 1989. április 25. –) magyar színésznő.

## Életpályája
Érettségi után felvételt nyert 2007-ben a Testnevelési Egyetemre Budapesten, ahol bachelor-diplomát szerzett, majd folytatta tanulmányait mester képzésen 2010-ben.
2009-ben kezdte meg művészeti tanulmányait, olyan jeles énektanárok útmutatásával, mint például
Bátori Éva, Nádor Magda, Kovács Brigitta, Toldy Mária.
Mesterkurzusok
- Shakespeare workshop - Patkó Éva (Marosvásárhelyi Színművészeti Egyetem) 2012
- Csehov workshop - Patkó Éva (Marosvásárhelyi Színművészeti Egyetem) 2013
- 2009 - 2011 Kővirágok Énekiskola; Magánének
- 2011 - 2015 Pesti Broadway Stúdió
- 2014 - 2016 Budapesti Operett Akadémia

## Fontosabb szerepei
- Bohém Casting - TUTTI Budapesti Operettszínház, R: Kerényi Miklós Gábor KERO © (2012)
- Elisabeth (musical) - TUTTI Budapesti Operettszínház, R: Kerényi Miklós Gábor KERO © (2013)
- Abigél - TUTTI Budapesti Operettszínház, Thália Színház, Pesti Magyar Színház R: Somogyi Szilárd (2013)
- Elfújta a szél - TUTTI Szegedi Szabadtéri Játékok, Sopron Mkb Musical Aréna, Budapesti Operettszínház R: Somogyi Szilárd (2013)
- A régi nyár (operett) - Lulu, állástalan görl Budapesti Operettszínház Raktárszínház, R: Szabó Máté (2013)
- Anton Pavlovics Csehov: Három nővér - Olga Pesti Broadway Stúdió, R: Patkó Éva (2013)
- A padlás - Kölyök, Pesti Broadway Stúdió, R: Bardóczy Attila (2013)
- Zsuzsi kisasszony - Szeraffin, Budapesti Operett Akadémia, R: Bori Tamás (2014)
- Marica grófnő - Marica Budapesti Operett Akadémia, R: Bori Tamás (2014)
- Vámpírok bálja - Magda, Ensemble PS Produkció (Pesti Magyar Színház) R: Cornelius Baltus (2016)
- We Will Rock You (musical), Lady Gaga PS Produkció (BOK Csarnok, Pesti Magyar Színház, Szegedi Szabadtéri Játékok), R: Cornelius Baltus (2017)
- Sztárcsinálók rockopera Locusta PS Produkció (UP Újpesti Rendezvénytér), R: Szente Vajk (2020)
- Aranyoskám musical Madách Színház, R: Szirtes Tamás (2022)
- Agatha Christie: Poirot, Orfeum, R: Böhm György (2022)
- Toby Marlow, Lucy Moss - SIX,  Madách Színház  Aragónia Katalin, Anna von Kleve R: Szirtes Tamás 2023
- VUK musical - Nyau, a macska Madách Színház, R: Hencz György (2023)
- Jézus Krisztus szupersztár (musical) - Démon Madách Színház, R: Szirtes Tamás
- Evita (musical) - Eva Peron , Győri Nemzeti Színház R: Bakos-Kiss Gábor
- SAKK musical Florence Vassy PS Produkció (Magyar Színház), R: Cornelius Baltus (2025)

## Média
- She Used To Be Mine (Waitress)
- Rózsi dala (Menyasszonytánc musical)
- Swing à la Django és Horváth Mónika - M2 Petőfi